# もはや神ダネ
『もはや神ダネ』（もはやかみダネ）は、2013年4月17日から9月18日までフジテレビ系列で放送されていたバラエティ番組。

## MC
- 東野幸治
- 小籔千豊
- 広瀬アリス
- 広瀬すず

## ネット局と放送時間
| 放送対象地域   | 放送局             | 系列                                         | 放送日時             | 放送期間                | 遅れ       |
| -------------- | ------------------ | -------------------------------------------- | -------------------- | ----------------------- | ---------- |
| 関東広域圏     | フジテレビ         | フジテレビ系列                               | 水曜日 24:45 - 25:10 | 2013年4月17日 - 9月18日 | 制作局     |
| 岡山県・香川県 | 岡山放送           | フジテレビ系列                               | 水曜日 24:45 - 25:10 | 2013年4月17日 - 9月18日 | 同時ネット |
| 広島県         | テレビ新広島       | フジテレビ系列                               | 水曜日 24:35 - 25:00 | 2013年4月24日 - 9月25日 | 7日遅れ    |
| 福井県         | 福井テレビ         | フジテレビ系列                               | 水曜日 24:45 - 25:10 | 2013年4月24日 - 9月25日 | 7日遅れ    |
| 熊本県         | テレビくまもと     | フジテレビ系列                               | 水曜日 26:00 - 26:30 | 2013年4月24日 - 9月25日 | 7日遅れ    |
| 新潟県         | 新潟総合テレビ     | フジテレビ系列                               | 木曜日 24:40 - 25:05 | 2013年4月25日 - 9月26日 | 8日遅れ    |
| 北海道         | 北海道文化放送     | フジテレビ系列                               | 木曜日 25:20 - 25:45 | 2013年4月25日 - 9月26日 | 8日遅れ    |
| 宮城県         | 仙台放送           | フジテレビ系列                               | 月曜日 25:10 - 25:35 | 2013年4月29日 - 9月30日 | 12日遅れ   |
| 高知県         | 高知さんさんテレビ | フジテレビ系列                               | 火曜日 25:15 - 25:40 | 2013年4月30日 - 10月1日 | 13日遅れ   |
| 宮崎県         | テレビ宮崎         | フジテレビ系列 日本テレビ系列 テレビ朝日系列 | 水曜日 14:58 - 15:27 | 2013年5月1日 - 10月2日  | 14日遅れ   |
| 佐賀県         | サガテレビ         | フジテレビ系列                               | 水曜日 24:35 - 25:00 | 2013年5月1日 - 10月2日  | 14日遅れ   |
| 山形県         | さくらんぼテレビ   | フジテレビ系列                               | 木曜日 24:35 - 25:00 | 2013年5月2日 - 10月3日  | 15日遅れ   |
| 沖縄県         | 沖縄テレビ         | フジテレビ系列                               | 木曜日 25:43 - 26:13 | 2013年5月2日 - 10月3日  | 15日遅れ   |
| 島根県・鳥取県 | 山陰中央テレビ     | フジテレビ系列                               | 月曜日 24:40 - 25:10 | 2013年6月3日 -          | 47日遅れ   |

- 近畿広域圏の関西テレビは不定期で放送。

## スタッフ
- ナレーション：大谷育江
- 構成：竹村武司、大井洋一、山内正之、鈴木悠太
- TP：田熊克二
- CAM：松井光太郎、涌田尚孝
- VE：中山隆、大高浩
- AUD：田口翔、大城卓也
- 美術プロデューサー：内藤佳奈子
- デザイン：坪田幸之
- 美術進行：今井隆之
- 技術協力：八峯テレビ、STUDIO38、関西ロケーションサービス
- 美術協力：フジアール
- 音効：松長芳樹（デジタルサーカス）
- メイク：合田美樹、出口亜希子
- CG：恩田尚之、渡部真、渡辺俊介
- 編集：森本圭
- MA：石田雅一
- 編成：松本祐紀（フジテレビ）
- AD：田口将伍、井上明友美
- AP：山崎雅恵
- ディレクター：和田英智、竹谷和樹、佐藤大輔、中野貴文、五島大徳、村井このみ
- 演出：流郷敏隆
- 総合演出：山谷和隆
- プロデューサー：高橋利一郎
- 制作：フジテレビ
- 制作著作：ジーヤマ